# Srifa
Srifa é uma vila no Sul do Líbano. É o berço da Rima Fakih, Miss USA 2010.